# Antonio Scanaroli
Antonio Scanaroli (Modena, 1450 – Modena, 1517) è stato un medico italiano.
Laureatosi nel 1494 all'Università di Ferrara, fu allievo del Leoniceno.
Tornato a Modena, difese le tesi del maestro, contro l'attacco mosso dal veronese Natale Montesauro, intervenendo a pieno titolo nella cosiddetta disputa di Ferrara, il dibattito sulla sifilide che coinvolse diversi medici fra la fine del XV e l'inizio del XVI secolo. In tal senso scrisse il trattato Disputatio utilis de morbo gallico et opinionis Nicolai Leoniceni confirmatio contra adversarium eandem opinionem oppugnantem pubblicato a Bologna nel 1498.
Fondò il collegio dei medici di Modena.